# The Epoch Times
The Epoch Times é um jornal multilíngue internacional e empresa de mídia, afiliado com o novo movimento religioso Falun Gong, baseado nos Estados Unidos. É conhecido por seu conteúdo controverso e viés político inclinado a extrema-direita. O jornal faz parte do Epoch Media Group e seu site está disponível para pelo menos 35 países, mas é bloqueado na China continental.
The Epoch Times se opõe ao Partido Comunista da China e ainda promove políticos e movimentos de extrema-direita pela Europa. Nos Estados Unidos, o jornal apoiou o presidente Donald Trump, espalhando informações contestadas ou falsas em apoio ao republicano; um relatório de 2019 feito pela NBC News mostrou ser o segundo maior financiador de propagandas pró-Trump no Facebook, atrás apenas da campanha do próprio presidente Trump. O Epoch Media Group e seu canal no YouTube têm difundido várias teorias da conspiração como QAnon e propaganda anti-vacinação.
Acusado de propagar notícias falsas e distorcidas, o Epoch Times é criticado por analistas e jornalistas, que acusam o jornal de difundir desinformação, especialmente entre a comunidade asiática nos Estados Unidos. Em resposta a isso, o Facebook proibiu o jornal de fazer propaganda na sua rede social, forçando o Epoch Times a investir no YouTube, gastando mais de US$ 1,8 milhões de dólares em propaganda, muitas delas novamente difundindo informações falsas.